# Феликс из Канталиче
Фе́ликс из Кантали́че (итал. Felice da Cantalice), в миру Фели́че По́рро (итал. Felice Porro), в некоторых источниках Фели́че По́рри (итал. Felice Porri), он же «брат Де́о гра́тиас» (итал. frate Deo gratias; 18 мая 1513, Канталиче, провинция Риети, Папская область — 18 мая 1587, Рим, Папская область) — монах, член ордена Братьев Меньших Капуцинов (O.F.M.Cap.), святой Римско-католической церкви.
В течение сорока лет нёс послушание сборщика милостыни в монастыре капуцинов в Риме. Заслужил уважение горожан евангельской простотой и добротой. Дружил со святыми Филиппом Нери, Карло Борромео и римским папой Сикстом V. Обладал даром предвидения и чудотворения. Несколько раз ему являлась Богоматерь с младенцем.
После смерти был канонизирован. Мощи его покоятся в церкви Непорочного Зачатия Пресвятой Девы Марии в Риме. Литургическая память ему отмечается 18 мая.

## Биография

### Ранние годы и призвание
Феличе Порро родился 18 мая 1513 (или около 1515) года в Канталиче, городке в провинции Риети в Папской области. Он был третьим ребёнком из пяти детей в семье крестьян Санте Порро и Санты, урождённой Нобили. В возрасте восьми-десяти лет родители отправили его на работу в соседний городок Читтадукале, где он батрачил на землевладельца Марко Туллио Пики в течение последующих двадцати лет. Феличе пас стада и работал в поле.
Призвание к жизни, посвящённой Богу, в нём проявилось в раннем возрасте. Свободное от работы время Феличе проводил в уединении и молитве. Слушая истории о жизни святых, которые читал ему грамотный друг, он пожелал жить, как отшельник, но отказался от этой мысли из-за отсутствия аскетического опыта.
Осенью 1543 года он принял решение стать монахом. Ему предложили принять монашеский постриг у августинцев, в то время пользовавшихся большим влиянием в Церкви, но он выбрал капуцинов. Феличе был принят в их монастыре в Читтадукале, откуда, спустя десять дней, его отправили в монастырь святого Николая у ворот близ Квиринальского холма в Риме, для беседы с куриальным прокуратором капуцинов Бернардино д’Асти.

### Капуцин
В феврале 1544 года его перевели, уже как новиция, в монастырь капуцинов в Антиколи-ди-Кампанья, ныне Фьюджи. После длительной болезни, 18 мая 1545 года в монастыре Монте-Сан-Джованни-Кампано Феличе принял монашеский постриг и стал называться братом Феликсом из Канталиче. Сохранился его единственный автограф, составленное им перед постригом исповедание.
За следующие два года он побывал в монастырях капуцинов в Тиволи, Витербо и, вероятно, Л’Акуиле. В 1547 году его перевели в монастырь Монте-Кавалло в Риме, построенный при участии покровительствовавшей капуцинам Виттории Колонна. Ему был поручен сбор милостыни. В Риме он прожил следующие сорок лет до самой смерти, только однажды выйдя за пределы города, когда в 1580 году отправился к римскому папе Григорию XIII во Фраскати с просьбой снять отлучение с жителей Читтадукале.
Занимаясь сбором милостыни, Феликс оказывал помощь больным и бедным. Среди бедных встречались и обедневшие дворяне, которым статус не позволял просить милостыню и обрекал на голодную смерть. Нищие в то время составляли большинство населения Рима. Если Феликс видел на улице человека, нуждавшегося в духовной помощи, то обращался к его совести. Он делал это с любовью и уважением к личности того, к кому обращался.
Крест Христа передо мной,
слова Христа в моих устах, любовь Христа в моём сердце.
В большом шумном городе Феликс вёл молитвенную жизнь монаха. Он почти не спал и ел, что придётся. Утром много часов проводил на молитве в церкви, так как день его проходил в исполнении послушания по сбору милостыни. Феликс непрестанно молился, тихо повторяя имя Иисуса. Особое почтение он испытывал к Богородице, которая являлась ему несколько раз. По праздникам совершал паломничество по семи церквям или посещал больных в госпиталях Рима. Бог даровал ему способность видеть будущее и проникать в тайны сердец. Он предвидел победу христиан над мусульманами в сражении при Лепанто, избрание римским папой Сикста V, который стал его другом и собеседником. Точно определял призвание человека и время его смерти.
Особая дружба возникла между ним и Филиппом Нери, священником, заботившимся о беспризорниках. Они часто виделись в приюте святого Иеронима для милосердия, чтобы побеседовать и помолиться. Случалось, Феликс и Филипп встречались на улицах города и устраивали весёлые духовные представления для нравственного назидания горожан. Римляне относились к их представлениям благосклонно.
Феликс пользовался уважением у местных жителей за евангельский образ жизни. Его принимали как близкого человека и представители духовенства, и аристократия, и простой народ. В 1580 году во время голода в Риме ему доверили сбор милостыни для голодающих. К нему, безграмотному монаху, Филипп Нери направил кардинала Карло Борромео за советом, когда тот работал над написанием конституции для Конгрегации облатов святого Амвросия.
Особым доверием он пользовался у детей, которые, завидев его, бежали навстречу и просили благословения. Благословляя их, Феликс говорил: «Део гратиас, дорогие дети!», то есть «Благодарение Богу (лат. Deo Gratias), дорогие дети!» Поэтому за ним закрепилось прозвище «брат Део гратиас». Дети распевали написанные им духовные песенки, посредством которых они усваивали катехизис. Эти песенки пользовались такой популярностью у горожан, что нередко они приглашали детей петь в свои дома.

### Смерть и почитание
В конце апреля 1587 года Феликс серьёзно заболел. Он умер 18 мая 1587 года в Риме. Перед смертью ему явилась Пресвятая Дева Мария с сонмом ангелов. Через несколько месяцев после его успения, по благословению папы Сикста V, останки Феликса были выкопаны и положены в раку в церкви святого Николая для всеобщего почитания. Тот же папа, сразу после смерти капуцина, дал указание написать его подробную биографию, ставшую первым житием, и начал первый процесс по немедленной канонизации Феликса, который был прерван со смертью Сикста V в 1590 году .
Второй, уже ординарный, процесс был открыт по инициативе Екатерины Лотарингской 1 апреля 1614 года и завершился в ноябре 1624 года. 1 октября 1625 года папа Урбан VIII причислил брата Феликса из Канталиче к лику блаженных. 27 апреля 1631 года его мощи были перенесены из церкви святого Николая в церковь Санта-Мария-делла-Кончеционе на Виа Венето в Риме, где покоятся и сегодня во второй капелле слева от входа. 22 мая 1712 года папа Климент XI провозгласил блаженного Феликса из Канталиче святым. Святой Феликс из Канталиче почитается чудотворцем. Литургическая память ему совершается 18 мая.
В 1854 году, по благословению монаха-капуцина Гонората из Бялы, терциарка-францисканка Мария Ангела, в миру София Камилла Трушковская, основала Конгрегацию сестёр святого Феликса из Канталиче или фелицианок (C.S.S.F.) с харизмой в служении Богу через служение бедным и больным.

## В искусстве
Ещё при жизни портрет святого Феликса из Канталиче, вместе со святым Филиппом Нери, написал Джузеппе Чезари. Это первое и единственное прижизненное изображение святого было написано в последние годы его жизни. В иконографии он изображается в образе нищего монаха-капуцина. Нередки изображения сюжетов из его жития, например, явления Ангела, наполняющего пустые сосуды вином, или Богоматери, передающей ему в руки младенца Иисуса Христа. Также святого Феликса из Канталиче изображают в обществе других святых, часто вместе с его святыми друзьями Филиппом Нери и Карло Борромео.
Художниками, вдохновлявшимися служением святого, были Лодовико Карраччи, Симоне Кантарини, Гверчино, Джамбаттиста Пасквалини, Раффаэле Саделер, Франческо Конти, Питер Пауль Рубенс и многие другие, включая анонимных авторов. Отчасти такому вниманию к личности святого Феликса из Канталиче со стороны живописцев способствовало распространение его почитания по всей Европе. Уже в 1600 году его портреты продавались в Брабанте и Баварии.

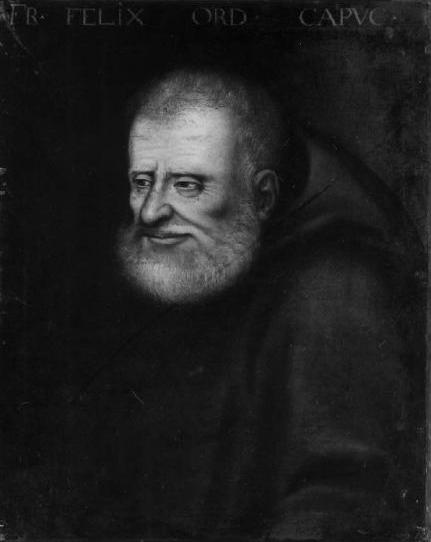
Портрет кисти Мастера ломбардской школы (1600—1649)
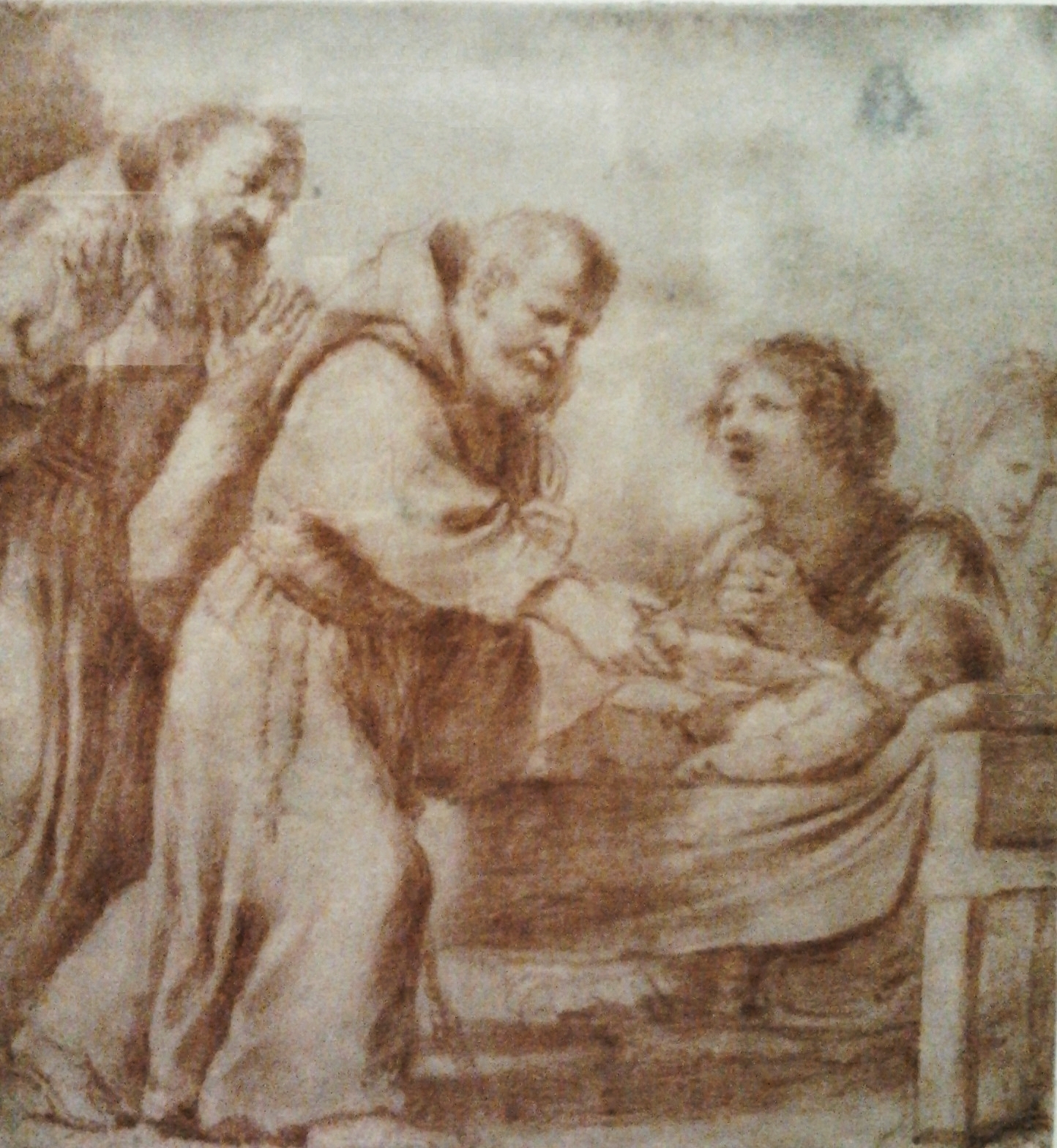
Гверничо. «Феликс из Канталиче воскрешает умершего ребёнка» (1629)
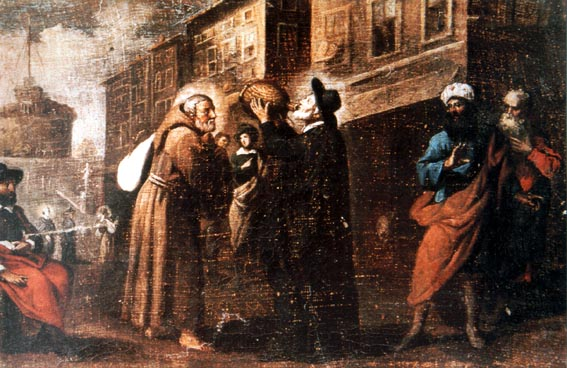
Жак Стелла. «Встреча Филиппа Нери и Феликса из Канталиче» (1622)
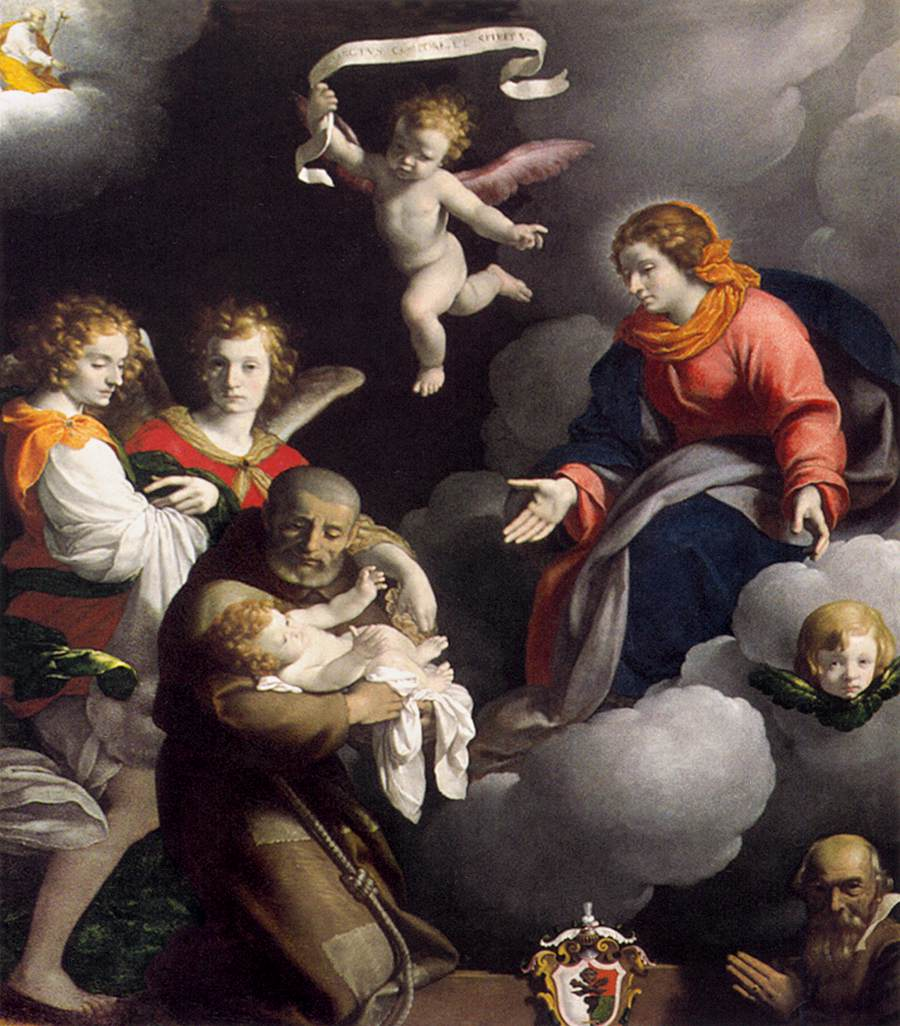
Карло Череза. «Видение святого Феликса из Канталиче» (1644)